# Masacre de Adra
La masacre de Adra fue una matanza de civiles alauíes, cristianos, drusos e ismailíes en la ciudad industrial de Adra, en Siria, acontecida en diciembre de 2013 durante la Guerra Civil Siria. Fue perpetrada por los grupos islamistas Frente al-Nusra y Jaysh al-Islam, un subgrupo del Frente Islámico.

## Desarrollo
El 11 de diciembre, los grupos rebeldes islamistas Frente al-Nusra y Frente Islámico se infiltraron en el área industrial del pueblo de Adra, al noreste de Damasco, atacando edificios que alojaban a trabajadores y sus familias. Por motivos sectarios, los rebeldes atacaron específicamente a civiles alauitas, drusos, cristianos y chiís. Algunos fueron disparados, mientras que otros decapitados. La matanza duró hasta el siguiente día. En total, entre 19 y 40 civiles de minorías fueron masacrados, a medida que los rebeldes capturaban la zona. Un habitante que consiguió huir del pueblo dijo que todos sus funcionarios habían sido asesinados «sin importar a qué grupo religioso pertenecían.» También fueron asesinados 18 combatientes leales, incluyendo cinco miembros del ELP. Varios rebeldes murieron cuando un hombre chií detonó una granada de mano, matándose a sí mismo, varios miembros de su familia y los rebeldes, cuando estos intentaron matarlos.
El 13 de diciembre, el ejército rodeó Adra y empezó una operación para expulsar a los combatientes rebeldes del área, A pesar de los avances ese día, la operación continuó durante día siguiente. Según algunos informes, el progreso de la operación estaba siendo ralentizado debido al presunto uso de habitantes como escudos humanos por los rebeldes.
Para el 15 de diciembre, el número de civiles fallecidos confirmados en el ataque a Adra se había elevado a 32. Decenas más se encontraban desaparecidos. El Ejército Sirio aseguró que más de 80 personas habían sido asesinadas por los islamistas, mientras que el Ministerio de Asuntos Exteriores sirio colocó la cifra en más de 100 muertos. Periodistas rusos informaron que los insurgentes estaban usando a civiles como escudos humanos, quemaron vivos algunos habitantes (incluyendo niños) y usaron varias cabezas humanas cortadas para decorar un árbol en una de la plazas de la ciudad.

## Sucesos posteriores
El 16 de diciembre, cientos de trabajadores sirios condenaron la masacre rebelde perpetrada por grupos yihadistas contra civiles en Adra frente a la sede de las Naciones Unidas en Damasco. Denunciaron el silencio de la ONU y sus organizaciones sobre la masacre en una carta enviada al Secretario General de la ONU, Ban Ki-Moon. También pidieron a la ONU y la Organización Internacional del Trabajo que intervinieran inmediata y activamente en los países que dan apoyo a los rebeldes, principalmente Arabia Saudí, Catar y Turquía, y que presionaran a las fuerzas rebeldes para «que den fin fin a la matanza y masacre de trabajadores sirios en Adra o en cualquier otro sitio.»
El 30 de diciembre, informes indicaron que el ejércitoestaba evacuando unas 5000 personas de Adra. Al día siguiente, Nochebuena, la agencia de noticias gubernamental reportó que más personas estaban siendo evacuadas, elevando la cifra a más de 6000 evacuados.
A mediados de enero de 2014, el ejército informó que habían recuperado el control de Adra y de sus líneas de suministro asociadas.